# Bataille de Calama
La bataille de Calama oppose l’Empire romain d’Occident aux Vandales dans le cadre de la guerre connue sous le nom de conquête vandale de l’Afrique romaine. Elle se déroule en mai 430 près de la ville de Calama. L’armée romaine, commandée par le comes d'Afrique Boniface, tente d’y arrêter l’avancée des Vandales, qui ont auparavant franchi le détroit de Gibraltar sous la conduite du roi Genséric.

## Contexte
Les Vandales marchèrent sans rencontrer beaucoup d’opposition jusqu’à la région où se trouvaient les principales cités, le grenier à blé de l’Afrique : Africae Zeugitana. Selon Possidius, évêque de Calama et témoin oculaire, les Vandales détruisirent tout sur leur passage :

« Se livrant à la cruauté et à la barbarie, ayant pénétré dans nos provinces et nos territoires, ils détruisirent tout ce qu’ils purent par le pillage, les meurtres, toutes sortes de tortures, les incendies et d’innombrables crimes indicibles, sans égard pour le sexe ou l’âge ; ils n’épargnèrent ni les prêtres ni les hommes de Dieu, ni les ornements ou vases des églises, ni les édifices.... »

.
Au début de l’année 430, Boniface arrive en Afrique pour diriger la guerre contre les pillards vandales. Il mit en position l’armée régulière de campagne, renforcée par le corps expéditionnaire du général Sigisvult (en), resté sur place après la guerre civile de 427-429. Ses propres bucellaires goths formaient le noyau de cette armée. On ignore la taille exacte de cette force, mais elle devait être équivalente à celle de Genséric, sans quoi Boniface n’aurait pas osé engager le combat. Toutefois, selon l'historien Jeroen W . P . Wijnendaele, l’armée de Boniface était bien plus réduite.
La force de Genséric se composait de Vandales et d’Alains, renforcée par une tribu gothique ainsi que des guerriers d’origines diverses, et s’élevait à environ 15 000 à 20 000 combattants.

## Déroulement
Selon Procope de Césarée, Boniface mena l’armée des Romains lors de la bataille contre les Vandales, mais fut vaincu et contraint de fuir pour se réfugier derrière les murs d’Hippone. Dans les sources primaires, Calama n’est pas mentionnée comme lieu de l’affrontement. Toutefois, de fortes présomptions laissent penser que la bataille eut lieu près de Calama, car Possidius s’enfuit de là vers Hippone, en tant que témoin oculaire.
Boniface fut submergé par Genséric lors de la bataille, car ce dernier était un meilleur stratège. Dans toutes ses confrontations avec les Romains, Genséric sortit victorieux — ce qui était exceptionnel, car l’armée romaine avait jusqu’alors toujours été la force dominante, et ce, jusque bien avancé dans le Ve siècle. Par ailleurs, les troupes de Boniface, à l’exception de ses propres bucellaires, n’étaient pas de la même qualité que les guerriers de Genséric. Les Vandales étaient aguerris au combat, tandis que l’armée romaine était hétérogène et peu habituée à agir de manière coordonnée. Les Romains furent finalement acculés et durent se replier vers les cités fortifiées. Boniface se retrancha avec ses bucellaires dans Hippone, qui fut alors assiégée par les Vandales. La ville voisine de Calama fut prise par les Vandales et partiellement détruite.

## Conséquences
Selon Ian Hughes, le gouvernement impérial de Ravenne adresse, peu après les événements, des appels pressants à Constantinople, ce qui conduit à l’arrivée d’un secours romain oriental en 431. La situation s’avère alors critique : Boniface est enfermé dans Hippone, assiégée, et les Vandales tiennent de fait le grenier à blé de l’Empire romain d’Occident. Il est donc très probable que la ville de Rome soit de nouveau menacée par la famine..

### Sources primaires
- Hydace de Chaves, Chronicles
- Prosper, Epitoma Chronicorum
- Possidius de Calame, Vita S. Augistini
- Procope de Césarée, History of the Wars, Books III and IV (of 8) (translated by H.B. Dewing), The Project Gutenberg eBook

### Sources contemporaines
- Peter Heather, The Fall of the Roman Empire: A New History, Macmillan, 2005
- Suzan Raven, Rome in Africa, Routledge, 2012
- Ian Hughes, Aetius: Attila's Nemesis, Barnsley, Pen and Sword Books, 2012
- Jeroen P. Wijnendaele, The Last of the Romans: Bonifatius - Warlord and comes Africae, Bloomsbury, 2015 (ISBN 978-1-78093-847-9, lire en ligne)
- Ilkka Syvänne, Military History of Late Rome 425–457, Pen and Sword Books, 2020 (lire en ligne)